# Michael Flowers
Michael John Flowers (* 14. Januar 1999 in Southfield (Michigan)) ist ein US-amerikanischer Basketballspieler.

## Laufbahn
Durch seine guten Leistungen als Spieler der Schulmannschaft der Southfield A&T High School empfahl sich Flowers für Hochschulmannschaften der ersten NCAA-Division. Wie in Southfield fiel er ebenfalls an der Western Michigan University (2017 bis 2020), an der South Alabama University (2020/21) sowie an der Washington State University als abschlussstarker Aufbauspieler auf.
Flowers wechselte ins Profigeschäft und war im Spieljahr 2022/23 mit 16,9 Punkten je Begegnung der beste Korbschütze des deutschen Zweitligisten VfL Kirchheim Knights. Nach dem Ende der Zweitligasaison in Deutschland ging Flowers nach Kanada und bestritt 18 Einsätze für die Ottawa BlackJacks in der CEBL.
Zur Saison 2023/24 kehrte Flowers nach Kirchheim unter Teck zurück und steigerte im Vergleich zu seinem ersten Jahr in Deutschland seine Punktausbeute auf 20,6 je Begegnung.
Anfang Juli 2024 gaben die Antwerp Giants aus Belgien Flowers’ Verpflichtung bekannt. In der Saison 2024/25 war Flowers mit 15,8 Punkten je Begegnung Antwerpens bester Korbschütze in der BNXT-Liga.